# Бешеные кролики: Вторжение
«Бешеные кролики: Вторжение» (фр. Les Lapins Crétins: Invasion) — французский анимационный сериал, созданный на основе серии видеоигр Rabbids (которая, в свою очередь, является спин-оффом франшизы Rayman) компании Ubisoft. Шоу было разработано Жан-Луи Момусом, а также Дэмиеном Лаке, который озвучил кроликов.

## Общая концепция
Сериал повествует о приключениях группы кроликоподобных существ, которые прилетели с другой планеты на Землю. Они не знают человеческих норм поведения, а потому просто повторяют действия за людьми. Это нередко приводит к тому, что кролики создают вокруг себя и окружающих комичные ситуации, которые выходят из-под контроля, будь то нарочно или случайно. Обычно, всё сводится к сеянию паники среди людей и разрушенным помещениям в городе, но иногда кролики совершают и добрые поступки, пусть и своеобразным образом.

## Эпизоды
| Сезон                              | Количество эпизодов                | Даты показа                       |
| ---------------------------------- | ---------------------------------- | --------------------------------- |
| 1                                  | 26                                 | 3 августа 2013 — 11 октября 2014  |
| 2                                  | 26                                 | 6 декабря 2014 — 14 июня 2016     |
| 3                                  | 26                                 | 21 июня 2016 — 23 июня 2017       |
| 4                                  | 26                                 | 1 сентября 2018 — 26 декабря 2018 |
| Бешеные кролики: Вторжение на Марс | Бешеные кролики: Вторжение на Марс | 29 сентября 2021                  |

## Производство
В октябре 2010 года Ubisoft и студия Aardman объявили о партнерстве для создания пилотного эпизода сериала и нескольких короткометражных мультфильмов по франшизе Rabbids. В 2011 году было объявлено, что 78 анимационных эпизодов будут созданы студией Ubisoft Motion Pictures в Монтрёе в качестве первого собственного производства. В США премьера сериала состоялась на канале Nickelodeon 3 августа 2013 года. 17 декабря 2013 года сериал был продлен на второй сезон из 26 получасовых блоков, по три сегмента в каждом. 16 июня 2015 года мультсериал был продлен на третий сезон.
Четвертый сезон был анонсирован в июле 2018 года. Этот сезон не транслировался на Nickelodeon, а вместо этого транслировался на France 3 и Netflix.

## Показ
Мультсериал показывали на канале France 3 во Франции. А в Китае «Бешеные кролики» стал самым популярным детским телесериалом в 2017 году, собрав более миллиарда просмотров. 8 июля 2019 года на канале Disney Channel Asia состоялась премьера четвертого сезона. В Соединённых Штатах премьера первого и, частично второго сезонов, транслировалась на телеканале Nickelodeon, оставшиеся сезоны транслировались на телеканале Nicktoons и в сервисе Netflix. В России премьера сериала состоялась 3 ноября 2013 года на российской версии канала Nickelodeon, а в 2017 году он начал транслироваться на канале 2х2.

## Критика
Эмили Эшби из издания Common Sense Media дала мультсериалу две звезды из пяти, сказав: «Сериал смягчает жестокость Бешеных кроликов ввиду их перехода от игр к теле-экранам, но они по-прежнему самоутверждаются за счёт друг друга и ничего не подозревающих прохожих, а многие их выходки были бы осуждены в реальном мире (например, использование куриных ягодиц в качестве „яйцестрелов“ в шуточной битве). Так что, к сожалению или к счастью, сериал обязательно понравится дошкольникам».

## Видео-игра
«Бешеные кролики» был адаптирован в игру под названием «Rabbids Invasion: The Interactive TV Show». Игра сочетает в себе существующие эпизоды мультсериала с серией испытаний. Она была выпущена на Xbox 360, Xbox One и PlayStation 4 в ноябре 2014 года. Для игры в неё требуются камеры Kinect и PlayStation Camera соответственно.

#### Комментарии
1. ↑  Данный полнометражный мультфильм классифицируется как спецвыпуск сериала и фактически является его финалом[1].